# 墨田区立第三寺島小学校
墨田区立第三寺島小学校（すみだくりつ だいさんてらしましょうがっこう）は、東京都墨田区東向島六丁目に所在する公立小学校。また、墨田区立第三寺島幼稚園（- ようちえん）は同地に所在する公立幼稚園。幼小併設校。略称は三寺（さんてら）。

## 概要
墨田区の北部に位置し、1928年（昭和3年）に設立された。
幼稚園と小学校が併設されており、交流授業を年間すべての学年で実施している。

## 沿革
- 東向島二丁目の一部、東向島六丁目の一部、八広一丁目の一部を校区とする。
- 学区には水戸街道・明治通り・曳舟川通りが走っており、徒歩圏内で東武曳舟駅・東向島駅・京成曳舟駅が利用できる。
- 6学年すべてが2クラス25名前後の小規模校

### 年表
- 1926年（大正15年）5月28日 - 東京府南葛飾郡第三寺島小学校 創立
- 1973年（昭和48年） - 第一期校舎（正門から見て右奥）完成 旧校舎はコノ字型で裏庭があった。
- 1975年（昭和50年） - 新校舎・校庭落成

## 通学区域
- 東向島2丁目31番から49番
- 東向島6丁目1番から44番、46番､49番
- 八広1丁目1番から25番[2]。

## 進学先中学校
- 墨田区立寺島中学校

## アクセス
- 京成押上線 京成曳舟駅下車徒歩3分
- 東武伊勢崎線 曳舟駅下車徒歩6分
- 東武伊勢崎線 東向島駅下車徒歩6分
- 都営バス 東向島広小路下車徒歩1分
- 京成バス 東向島広小路下車徒歩3分